# Bundesarbeitsgemeinschaft Schulgarten
Die Bundesarbeitsgemeinschaft Schulgarten, kurz BAGS, wurde am 26. September 2002 in Fulda unter der Schirmherrschaft der Deutschen Gartenbau-Gesellschaft 1822 gegründet, um die Schulgartenarbeit bundesweit zu fördern. Im November 2011 wurde daraus die Bundesarbeitsgemeinschaft Schulgarten e.V. als eigenständiger Verein, der seit 2012 als gemeinnützig anerkannt ist. Die Arbeitsgemeinschaft entwickelt Fortbildungsmöglichkeiten und pädagogische Konzepte.